# Dennis W. Taylor
Dennis W. Taylor (* vor 1925; † nach 1925) war ein US-amerikanischer Talent-Scout aus Kentucky. Taylor arbeitete in den 1920er-Jahren für Gennett Records und brachte viele Old-Time-Musiker wie Fiddlin’ Doc Roberts an dieses Label.

## Leben
Dennis W. Taylor, dessen genauen Lebensdaten unbekannt sind, war ein wohlhabender Farmer, der nahe Richmond, Kentucky, am Fork Creek lebte. Obwohl Taylor kein talentierter Musiker war – Zeitgenossen erinnerten sich später, dass er „nicht mal richtig pfeifen konnte“ – mochte er Old-Time Music und begann, eine lokale Stringband, die er Taylor’s Kentucky Boys nannte, zu managen und organisierte Auftritte auf Barn Dances und in Schulen.
Um 1925 kam Taylor in Kontakt mit Lee Butt, dem damaligen Leiter des Starr-Gennett Studios in Richmond, Indiana, und der ihm anbot, ihn als unabhängigen Talentscout zu beschäftigen. Gennett konnte im Gegensatz zu den anderen großen Plattenlabels die finanziellen Mittel nicht aufbringen, feste Toningenieure und A&R-Manager in die Südstaaten zu schicken, um die ländlichen Musiker aufzuspüren und aufzunehmen, daher überließen sie diese Arbeit Leuten wie Taylor, die bereits vor Ort waren und die Gruppen und Musiker an Gennett vermittelten. In den nächsten sechs Jahren brachte Taylor zahlreiche Old-Time-Musiker aus Kentucky an das Label. Oftmals fuhr er aufs Land, um nach geeigneten Künstlern zu suchen, nahm sie unter „management contracts“ (wie Taylor es nannte) und brachte sie auf seine Farm nach Richmond, wo er und seine Frau – die weitaus mehr von Musik verstand als Taylor selbst – die Musiker auf die Studiosessions vorbereiteten. Da die ländlichen Musiker auf den üblichen Barn Dances Stücke oftmals mehr als zwanzig Minuten spielten, war es hin und wieder eine nicht ganz einfach Aufgabe, die alten Stücke auf drei Minuten zu drosseln. Wenn die Gruppen dann doch musikalisch bereit waren, fuhr Taylor seine Klienten zum Studio nach Indiana.
Taylor kam für alle Kosten auf, die durch die Reisen aufkamen und bezahlte den Musikern für jeden aufgenommenen Song eine gewisse Summe Geld, bekam dafür aber die Gage der Musiker von Gennett (zeitweilig 800 bis 900 Dollar pro Monat). Dies führte teilweise zu Streitigkeiten mit den Musikern, die sich im Nachhinein betrogen fühlten.
Unter den über hundert Künstlern, die Taylor für Gennett unter Vertrag nahm, finden sich Namen wie Fiddlin‘ Doc Roberts und Asa Martin (Gennetts erfolgreichsten Old-Time-Musiker), Marion Underwood, Byrd Moore, Charlie Taylor, Edgar Boaz, John Foster sowie auch einige afroamerikanische Musiker wie der Fiddler Joe Nelson. Eine von Taylors letzten Entdeckungen war der junge Red Foley, dessen Stimme Taylor aber nicht gefiel und er Foley deshalb nicht ins Studio brachte.
Über Taylors weiteres Leben ist nur wenig bekannt.

## Leistungen
Mit über hundert aufgenommenen Musikern gilt Dennis Taylor als Kentuckys erster (und möglicherweise auch als einer der ersten Country-) Manager und Agenten. Durch ihn kamen Künstler wie Doc Roberts und Byrd Moore ins Studio und verewigten ihre Musik auf Schallplatte, wodurch die frühen musikalischen Traditionen, vor allem in Hinblick auf die südliche Folk- und Old-Time Music, auch für nachkommende Generationen gesichert und gesammelt wurden. Auch wenn Taylor sich selbst nie so verstand, kann er wohl als ein früher Folklorist wie beispielsweise später Alan und John Lomax bezeichnet werden.
Taylor zeichnete unter anderem auch für die erste Session ländlicher Musiker aus Kentucky verantwortlich, die im September 1925 für Gennett stattfand. Welby Toomey, wohl eine von Taylors ersten Entdeckungen, kannte Taylor bereits von Kindheit an und als Taylor durch die Region streifte, kam er letztlich auf Toomey zurück und gewann ihn für eine Aufnahme-Session. Er stellte den Fiddler Doc Roberts, dessen Farm an Taylors grenzte, an Toomeys Seite und Ende des Monats entstanden so im Starr-Gennett Studio in Richmond, Indiana, die ersten Titel ländlicher Musiker aus Kentucky.